# Kovilovo (gmina miejska Palilula)
Kovilovo (cyr. Ковилово) – wieś w Serbii, w mieście Belgrad, w gminie miejskiej Palilula. W 2011 roku liczyła 920 mieszkańców.